# Форначи (Торино)
Форначи (итал. Fornaci) је насеље у Италији у округу Торино, региону Пијемонт.
Према процени из 2011. у насељу је живело 2503 становника. Насеље се налази на надморској висини од 263 м.